# Los nardos
«Los nardos», a veces conocida como Por la calle de Alcalá, primera de sus estrofas, es una canción que forma parte de la revista musical española Las leandras, estrenada en 1931.

## Descripción
A ritmo de pasacalle o pasodoble, se trata de uno de los temas más populares del espectáculo en el que está incluido y por ende de la década de 1930. La canción ha pasado a formar parte en el imaginario colectivo del elenco folklórico con el que se identifica a la ciudad de Madrid, con alusiones en su letra a la céntrica calle de Alcalá, en la que una florista vende su mercancía a los jóvenes caballeros enamorados.

## Versiones
Interpretada por primera vez por Celia Gámez, también ha sido cantada, entre otras, por Laura Pinillos (1932, en el estreno de Las leandras en Barcelona), Carmen de Lirio (1959), Sara Montiel (1961, en la película Pecado de amor), Estela Raval en la voz de Los Cinco Latinos canta una versión que forma parte del LP que la banda grabó en 1963, Atracción Mundial,  Iran Eory, Rocío Dúrcal (1969, en la versión cinematográfica de Las leandras), Marujita Díaz, para televisión (1976), María José Cantudo (1979, en el reestreno de Las leandras), Paloma San Basilio (1985, en la versión de Las leandras para televisión en el espacio La comedia musical española), Esperanza Roy (1983, en la revista Por la calle de Alcalá; 1987, en el programa de TVE Un, dos, tres...Responda otra vez), Nati Mistral (1987) y Concha Velasco (1993). También existen versiones instrumentales de María Jesús y su acordeón (1972) y de Luis Cobos (1982). Carolina Cerezuela imitó la interpretación de Montiel en el programa de televisión Tu cara me suena (2011). Igualmente ha sido interpretado por Marta Sánchez en alguno de sus espectáculos en directo.